# Ренан, Симона
Симона Ренан (фр. Simone Renant; 19 марта 1911, Амьен — 29 марта 2004, Гарш, О-де-Сен) — французская актриса театра, кино и телевидения.

## Биография
Настоящее имя — Жоржетт Симон Алексин Бюиньи.
Снялась в 43 фильмах с 1934 по 1983 год. В 1960 году была членом жюри Каннского кинофестиваля.
Умерла от болезни Альцгеймера. Похоронена на кладбище Genétrière в Марли-ле-Руа, Франция.
Была замужем за кинопродюсером Александром Мнушкиным.

## Избранная фильмография
| Год  |   | Русское название                                 | Оригинальное название        | Роль                                       |
| ---- | - | ------------------------------------------------ | ---------------------------- | ------------------------------------------ |
| 1946 | ф | Барбизонское искушение                           | La Tentation de Barbizon     | Ангел и Эва Паркер                         |
| 1955 | ф | Наполеон: путь к вершине                         | Napoléon                     | мадам Монтоло (эпизод вырезан при монтаже) |
| 1956 | ф | Если бы нам рассказали о Париже                  | Si Paris nous était conté    | маркиза де Ла Тур-Mабор                    |
| 1958 | ф | Без семьи                                        | Sans famille                 | госпожа Миллиган                           |
| 1959 | ф | Опасные связи                                    | Les Liaisons dangereuses     | Мадам Воланж                               |
| 1960 | ф | Француженка и любовь                             | La Française et l'Amour      | адвокат                                    |
| 1961 | ф | Да здравствует Генрих IV, да здравствует любовь! | Vive Henri IV, vive l'amour! | мадам де Латремуй                          |
| 1964 | ф | Человек из Рио                                   | L'Homme de Rio               | Лола, певица в кабаре                      |
| 1969 | ф | Мужчина, который мне нравится                    | Un homme qui me plaît        | подруга Франсуазы                          |
| 1978 | ф | Нежный полицейский                               | Tendre Poulet                | Сюзанн                                     |
| 1980 | ф | Троих надо убрать                                | Trois hommes à abattre       | мадам Жерфо                                |